# Hrabí
Hrabí je malá vesnice, část obce Bílá Lhota v okrese Olomouc. Nachází se asi 1 km na západ od Bílé Lhoty. V roce 2009 zde bylo evidováno 50 adres. V roce 2001 zde trvale žilo 124 obyvatel.
Hrabí je také název katastrálního území o rozloze 1,22 km2.

## Název
Jméno vesnice je totožné se starým obecným hrabí - "habroví (porost habrů)". Od 17. do začátku 20. století se též užíval tvar Hraby.

## Obyvatelstvo

### Struktura
Vývoj počtu obyvatel za celou obec i  za jeho jednotlivé části uvádí tabulka níže, ve které se zobrazuje i příslušnost jednotlivých částí k obci či následné odtržení. 
| Místní části   | Místní části | 1869 | 1880 | 1890 | 1900 | 1910 | 1921 | 1930 | 1950 | 1961 | 1970 | 1980 | 1991 | 2001 | 2011 |
| -------------- | ------------ | ---- | ---- | ---- | ---- | ---- | ---- | ---- | ---- | ---- | ---- | ---- | ---- | ---- | ---- |
| Počet obyvatel | část Hrabí   | 187  | 209  | 204  | 213  | 192  | 211  | 197  | 185  | 184  | 174  | 137  | 112  | 125  | 140  |
| Počet domů     | část Hrabí   | 20   | 27   | 30   | 31   | 31   | 31   | 36   | 45   | -    | 44   | 38   | 44   | 46   | 48   |

## Další fotografie

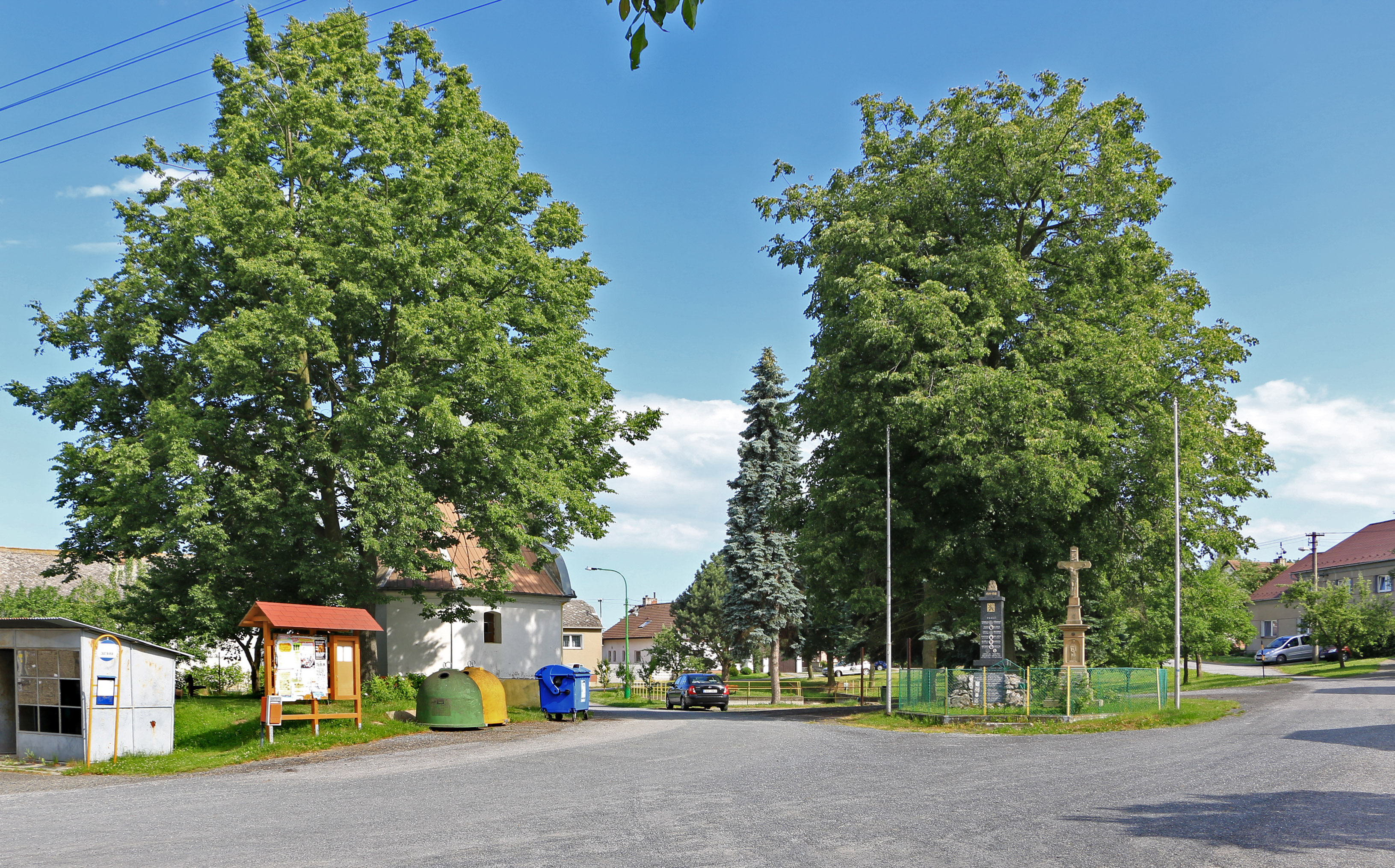
Náves
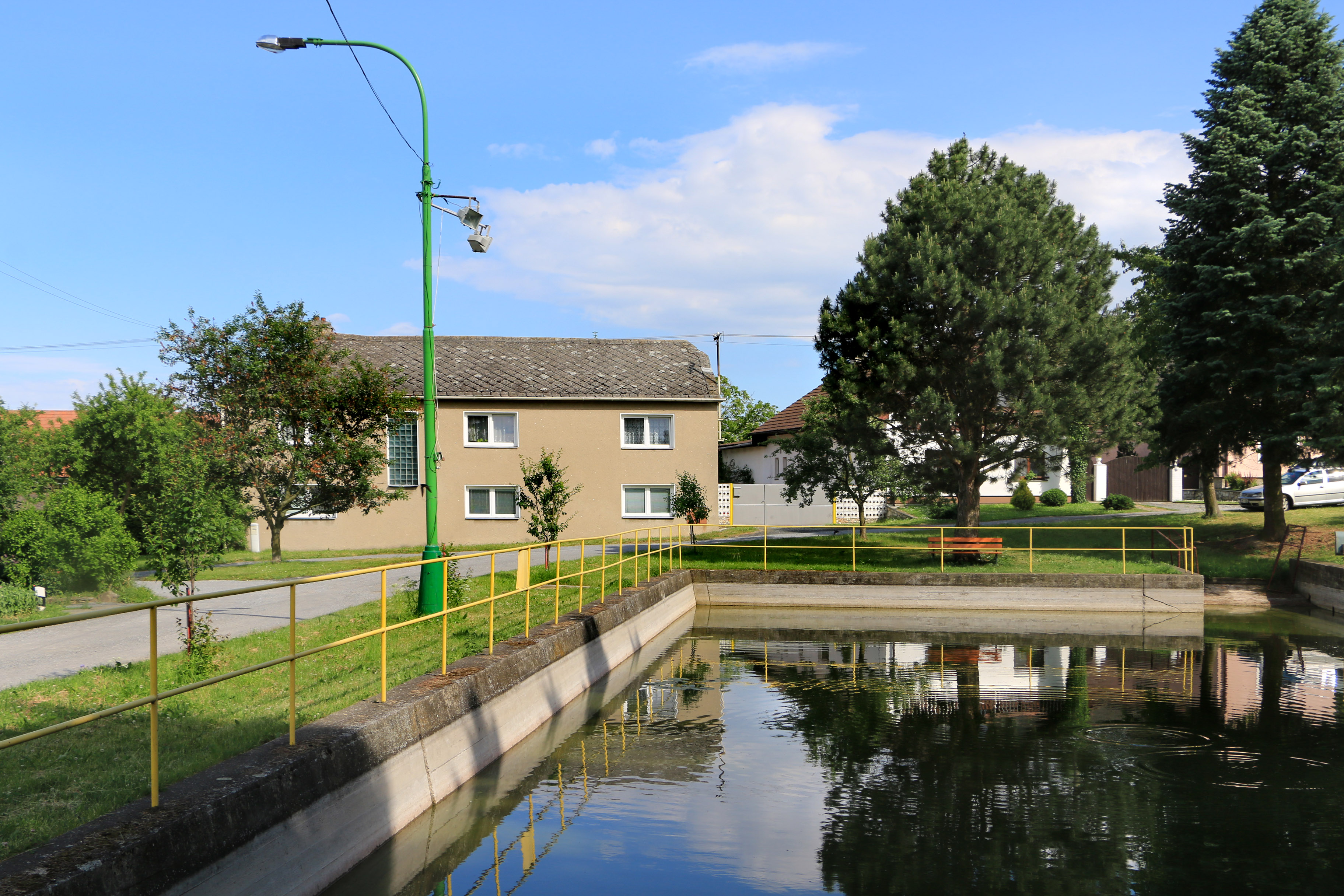
Požární nádrž
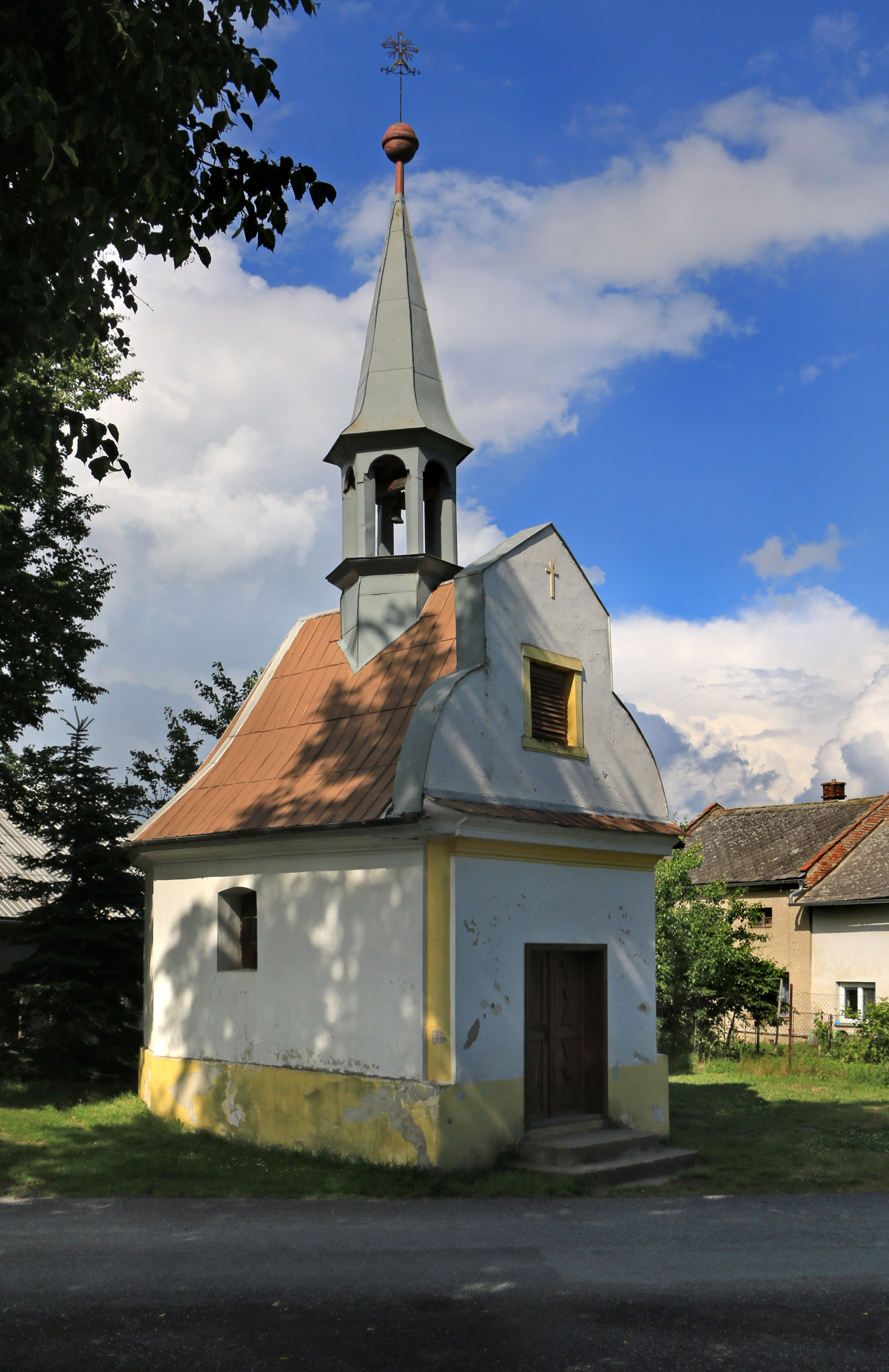
Kaple sv. Marka na návsi